# Condado de Greene (Misisipi)
El condado de Greene (en inglés: Greene County), fundado en 1811, es un condado del estado estadounidense de Misisipi. En el año 2000 tenía una población de 13.299 habitantes con una densidad poblacional de 7 personas por km². La sede del condado es Leakesville.

## Geografía
Según la Oficina del Censo, el condado tiene un área total de 1862 km² (718,9 mi²), de la cual 1847 km² (713,1 mi²) es tierra y 15 km² (5,8 mi²) es agua.

## Demografía
En fecha censo de 2000, había 13.299 personas, 4.148 hogares, y 3.152 familias que residían en el condado.
En el 2000 la renta per cápita promedia del condado era de $ 28,336 y el ingreso promedio para una familia era de $33,037. El ingreso per cápita para el condado era de $11,868. En 2000 los hombres tenían un ingreso per cápita de $30,189 frente a $17,935 para las mujeres. Alrededor del 19.60% de la población estaba bajo el umbral de pobreza nacional.

## Condados adyacentes
- Condado de Wayne (norte)
- Condado de Washington, Alabama (noreste)
- Condado de Mobile, Alabama (sureste)
- Condado de George (sur)
- Condado de Perry (oeste)

## Localidades
Pueblos
- Leakesville
- McLain
- State Line (parte en el condado de Wayne)

Áreas no incorporadas
- Avera
- Leaf
- Neely

## Principales carreteras
- U.S. Highway 98
- Carretera 42
- Carretera 57
- Carretera 63